# Ernst Schwarz (Zoologe)
Ernst Schwarz (* 1. Dezember 1889 in Frankfurt am Main; † 23. September 1962 in Bethesda, Maryland) war ein deutsch-amerikanischer Zoologe.

## Leben und Tätigkeit
Nach dem Schulbesuch studierte Schwarz Medizin in Berlin, London und München. In München promovierte er um 1912 zum Dr. nat.
Von 1913 bis 1917 arbeitete er beim Senckenberg-Museum in Frankfurt am Main, wo er die Säugetier-Sammlung betreute. Danach war er beim Paul-Ehrlich-Institut in derselben Stadt beschäftigt. In den Jahren 1925 bis 1930 wirkte er dann am Zoologischen Museum in Berlin. Während dieser Zeit beteiligte er sich 1926 an der Gründung der Deutschen Gesellschaft für Säugetierkunde.
1929 wurde Schwarz Professor für Zoologie an der Universität Greifswald, wo er ab 1930 auch das Zoologische Museum leitete. Er arbeitete von 1933 bis 1937 am Naturhistorischen Museum in London, anschließend zog er in die USA, wo er am US-National Museum in Washington tätig war. Zuletzt war er an der Venezuela Plague Mission des Panamerican Sanitary Bureau beteiligt.
Sein Spezialgebiet waren die großen Affen. Er gilt als Erstbeschreiber der Bonobos, einer in Zentralafrika endemischen Menschenaffenart.